# Marvin Bagley III
Marvin Bagley III (Tempe, Arizona, 14 de marzo de 1999) es un baloncestista estadounidense que pertenece a la plantilla de los Washington Wizards de la NBA. Con 2,08 metros de estatura, juega en la posición de ala-pívot.

## Trayectoria deportiva

### Primeros años
Comenzó su etapa de instituto en el Corona del Sol High School de su ciudad natal, Tempe, de donde pasó al Hillcrest Prep Academy de Phoenix, Arizona al año siguiente. En ese periodo de tiempo conicidió con otro de los jugadores más destacados del momento, Deandre Ayton. En 2016 fue nuevamente transferido a Sierra Canyon School en Chatsworth, California, pero debido a la normativa de la California Interscholastic Federation, quer controla el deporte de instituto de aquel estado, tuvo que pasar un año sin jugar. En su última temporada de instituto promedió 24,6 puntos, 10,1 rebotes y 2,0 tapones por partido.

### Universidad

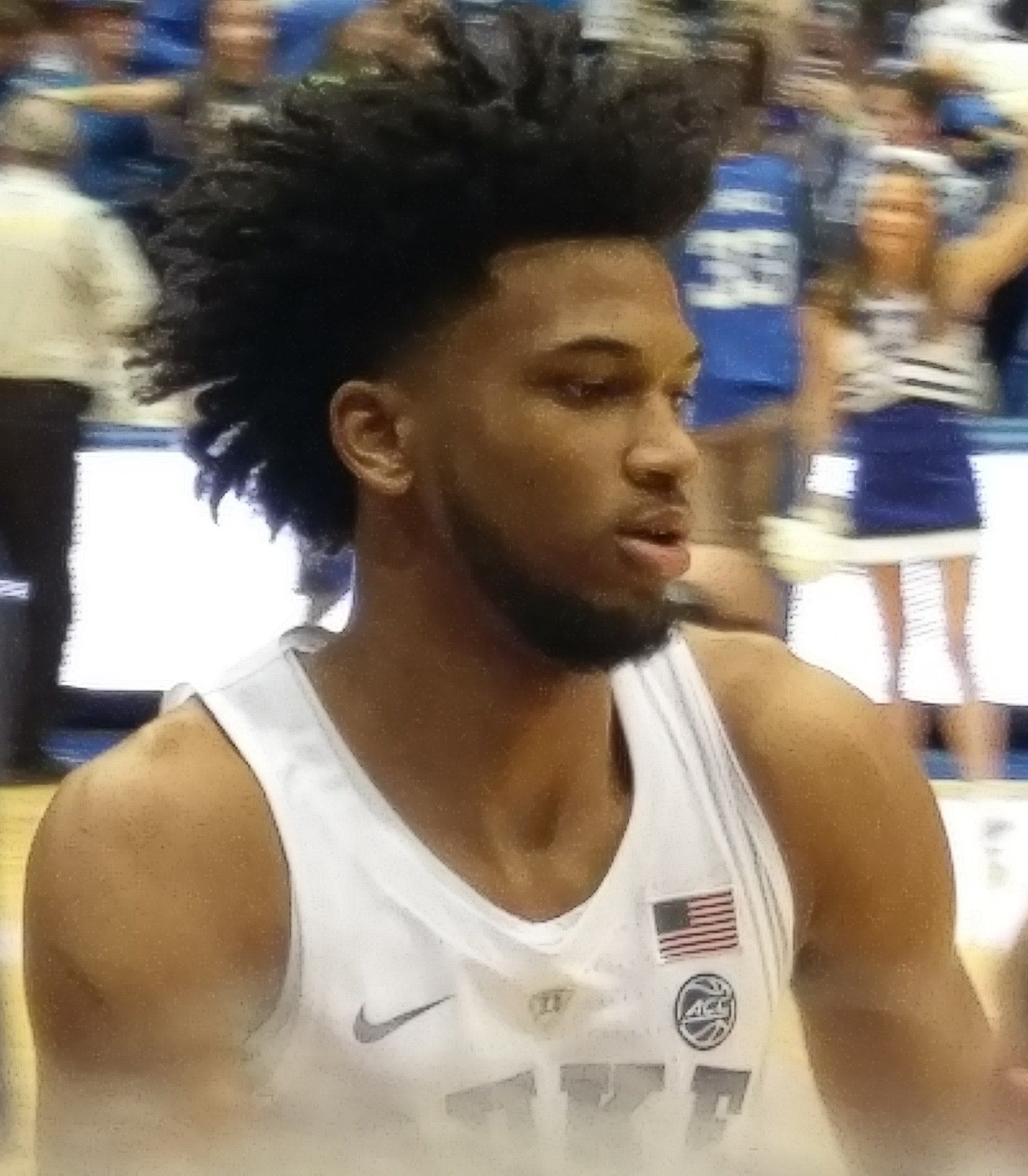
Bagley con Duke en 2018.

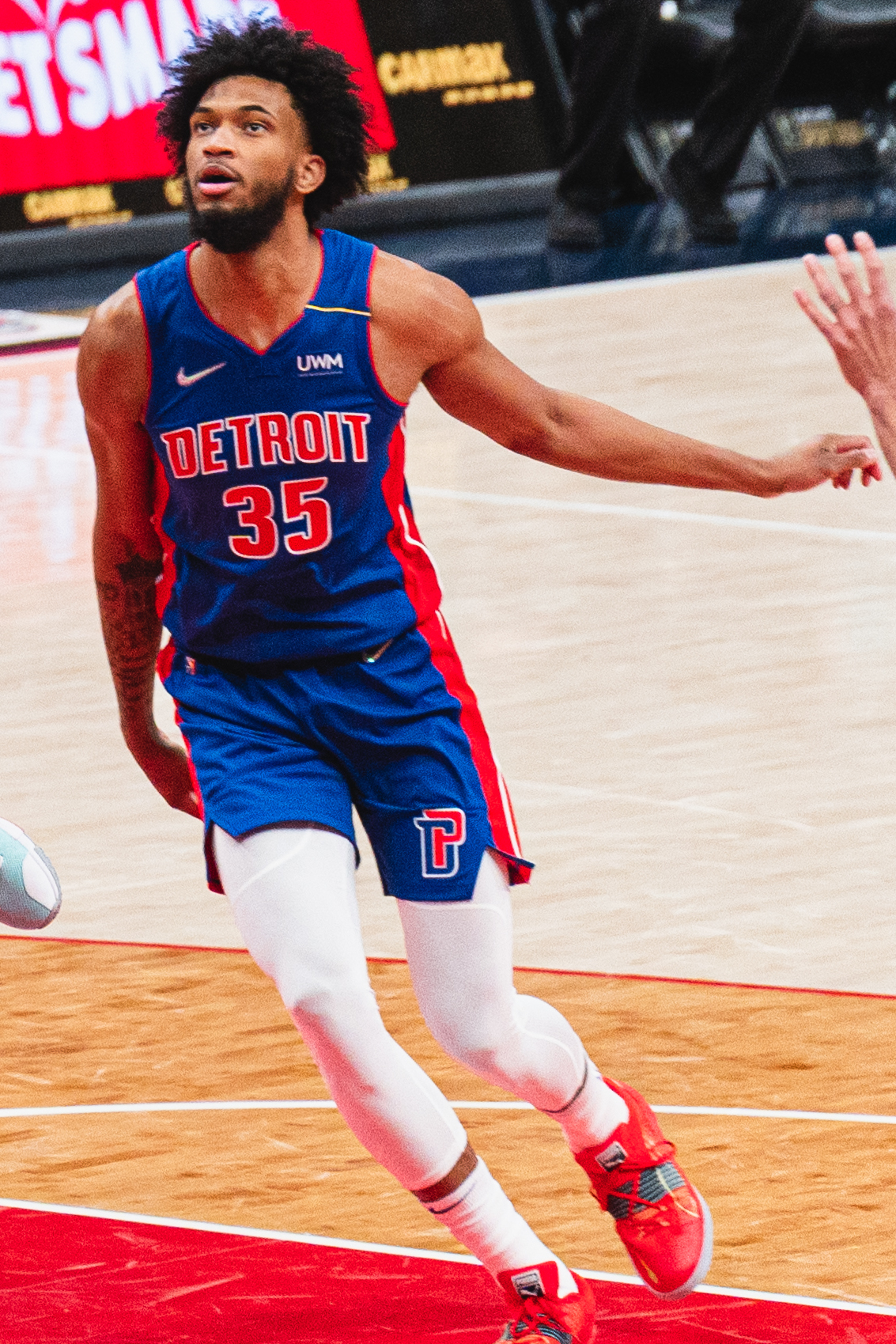
Bagley con los Pistons en 2022.

En agosto de 2017 anunció que elegía los Blue Devils de la Universidad de Duke para su periodo universitario. Jugó una temporada, en la que promedió 21,0 puntos y 11,1 rebotes por partido. Al finalizar la temporada fue elegido Jugador del Año de la Atlantic Coast Conference, además de Rookie del Año e incluido en el mejor quinteto de la conferencia.
Fue ganador del Pete Newell Big Man Award, e incluido en el primer equipo All-American consensuado.
Tuvo el récord de mayor anotación en su primer año en Duke, hasta el debut de RJ Barret y Zion Williamson.

#### Estadísticas
| Año     | Equipo | PJ | PT | MPP  | %TC  | %3P  | %TL  | RPP  | APP | ROB | TPP | PPP  |
| ------- | ------ | -- | -- | ---- | ---- | ---- | ---- | ---- | --- | --- | --- | ---- |
| 2017–18 | Duke   | 33 | 32 | 33.8 | .614 | .397 | .627 | 11.1 | 1.5 | .8  | .9  | 21.0 |

### Profesional
El 21 de junio de 2018, Bagley fue elegido en la segunda posición del Draft de la NBA de 2018 por los Sacramento Kings, justo por detrás de su compañero en high school Deandre Ayton. El 1 de julio firmó contrato con los Kings. Debutó el 17 de octubre ante Utah Jazz, anotando 6 puntos. El 24 de noviembre ante Golden State Warriors consiguió un doble-doble de 20 puntos y 17 rebotes. El 10 de febrero de 2019, ante Phoenix Suns, anotó 32 puntos, su récord personal.
En su segunda temporada, el 24 de noviembre de 2019, le diagnosticó una fractura no desplazada en el pulgar derecho y se esperaba que estuviera de baja entre cuatro y seis semanas. Por lo que solo disputó 13 encuentros esa temporada.
En el tercer año en Sacramento alcanzó la titularidad. El 5 de mayo de 2021 anotó 31 puntos ante Indiana Pacers.
Antes del comienzo de su cuarta temporada, en octubre de 2019, la franquicia anunció que Marvin no formaría parte de la rotación del equipo. Tras disputar 10 minutos en el segundo encuentro de la temporada, se perdió 12 encuentros consecutivos por decisión técnica, no volviendo a jugar hasta el 15 de noviembre, y no siendo titular hasta 11 de diciembre ante Cleveland Cavaliers. El 14 de enero de 2022 ante Houston Rockets alcanza el máximo de la temporada con 26 puntos y 13 rebotes. El 10 de febrero es traspasado a Detroit Pistons en un acuerdo entre cuatro equipos.
Durante su tercera temporada en Detroit, el 14 de enero de 2024 es traspasado, junto a Isaiah Livers, a Washington Wizards, a cambio de Danilo Gallinari y Mike Muscala.
El 6 de febrero es traspasado a los Memphis Grizzlies como parte del cambio de Marcus Smart. El 11 de julio regresó a los Wizards para firmar contrato por una temporada.

## Estadísticas de su carrera en la NBA

### Temporada regular
| Año     | Equipo     | PJ  | PT  | MPP  | %TC  | %3P  | %TL  | RPP  | APP | ROB | TPP | PPP  |
| ------- | ---------- | --- | --- | ---- | ---- | ---- | ---- | ---- | --- | --- | --- | ---- |
| 2018-19 | Sacramento | 62  | 4   | 25.3 | .504 | .313 | .691 | 7.6' | 1.0 | .5  | 1.0 | 14.9 |
| 2019-20 | Sacramento | 13  | 6   | 25.7 | .467 | .182 | .806 | 7.5  | .8  | .5  | .9  | 14.2 |
| 2020-21 | Sacramento | 43  | 42  | 25.9 | .504 | .343 | .575 | 7.4  | 1.0 | .5  | .5  | 14.1 |
| 2021-22 | Sacramento | 30  | 17  | 21.9 | .463 | .242 | .745 | 7.2  | .6  | .3  | .4  | 9.3  |
| 2021-22 | Detroit    | 18  | 8   | 27.2 | .555 | .229 | .593 | 6.8  | 1.1 | .7  | .4  | 14.6 |
| 2022-23 | Detroit    | 42  | 25  | 23.6 | .529 | .288 | .750 | 6.4  | .9  | .5  | .7  | 12.0 |
| 2023-24 | Detroit    | 26  | 10  | 18.4 | .591 | .167 | .820 | 4.5  | 1.0 | .2  | .5  | 10.2 |
| 2023-24 | Washington | 24  | 15  | 24.0 | .581 | .471 | .708 | 8.1  | 1.2 | .6  | .8  | 13.3 |
| 2024-25 | Washington | 19  | 1   | 8.7  | .535 | .200 | .652 | 2.9  | .4  | .4  | .3  | 4.4  |
| 2024-25 | Memphis    | 12  | 1   | 8.3  | .486 | .111 | .667 | 2.3  | .3  | .2  | .3  | 3.6  |
| Total   | Total      | 289 | 129 | 22.4 | .518 | .290 | .690 | 6.5  | .9  | .4  | .6  | 12.0 |

### Playoffs
| Año   | Equipo  | PJ | PT | MPP  | %TC  | %3P   | %TL | RPP | APP | ROB | TPP | PPP |
| ----- | ------- | -- | -- | ---- | ---- | ----- | --- | --- | --- | --- | --- | --- |
| 2025  | Memphis | 2  | 0  | 14.0 | .889 | 1.000 | –   | 3.0 | .0  | 1.0 | .5  | 8.5 |
| Total | Total   | 2  | 0  | 14.0 | .889 | 1.000 | –   | 3.0 | .0  | 1.0 | .5  | 8.5 |

## Vida personal
Es hijo de, Marvin Jr., y nieto de Marvin Sr., motivo por el cual es cono conocido como Marvin Bagley III. Su padre jugó al fútbol americano en la universidad de North Carolina A&T, y como profesional con los Arizona Rattlers, donde conoció a su esposa, Tracy Caldwell. Tracy es hija del del exjugador de baloncesto olímpico y profesional Joe Caldwell, quien fuera número dos del draft de la NBA de 1964.
Marvin tiene dos hermanos pequeños: Marcus y Martray. Marcus jugó al baloncesto universitario en Arizona State.